# Nonnus thoracicus
Nonnus thoracicus là một loài tò vò trong họ Ichneumonidae.